# Рокленд (Мэн)
Рокленд (англ. Rockland) — небольшой город в округе Нокс штата Мэн, США. Население на 2010 год — 7297 чел.
Город является окружным центром округа Нокс. Является центром коммерции среднего побережья штата Мэн, экономика города сосредоточена на оказании услуг в сфере туризма.
Город пользуется успехом у туристов, поскольку является конечной точкой Мэнской Восточной железной дороги идущей из города Брансуик (входит в агломерацию Портленда), и отправной точкой паромных рейсов на острова бухты Пенобскот.
В 2008 году город был назван Городом Береговой Охраны, что стало признанием долгих и тесных взаимоотношений города и его жителей с Береговой охраной США (в городе с 1946 года расположен пост Береговой охраны США)..

## География

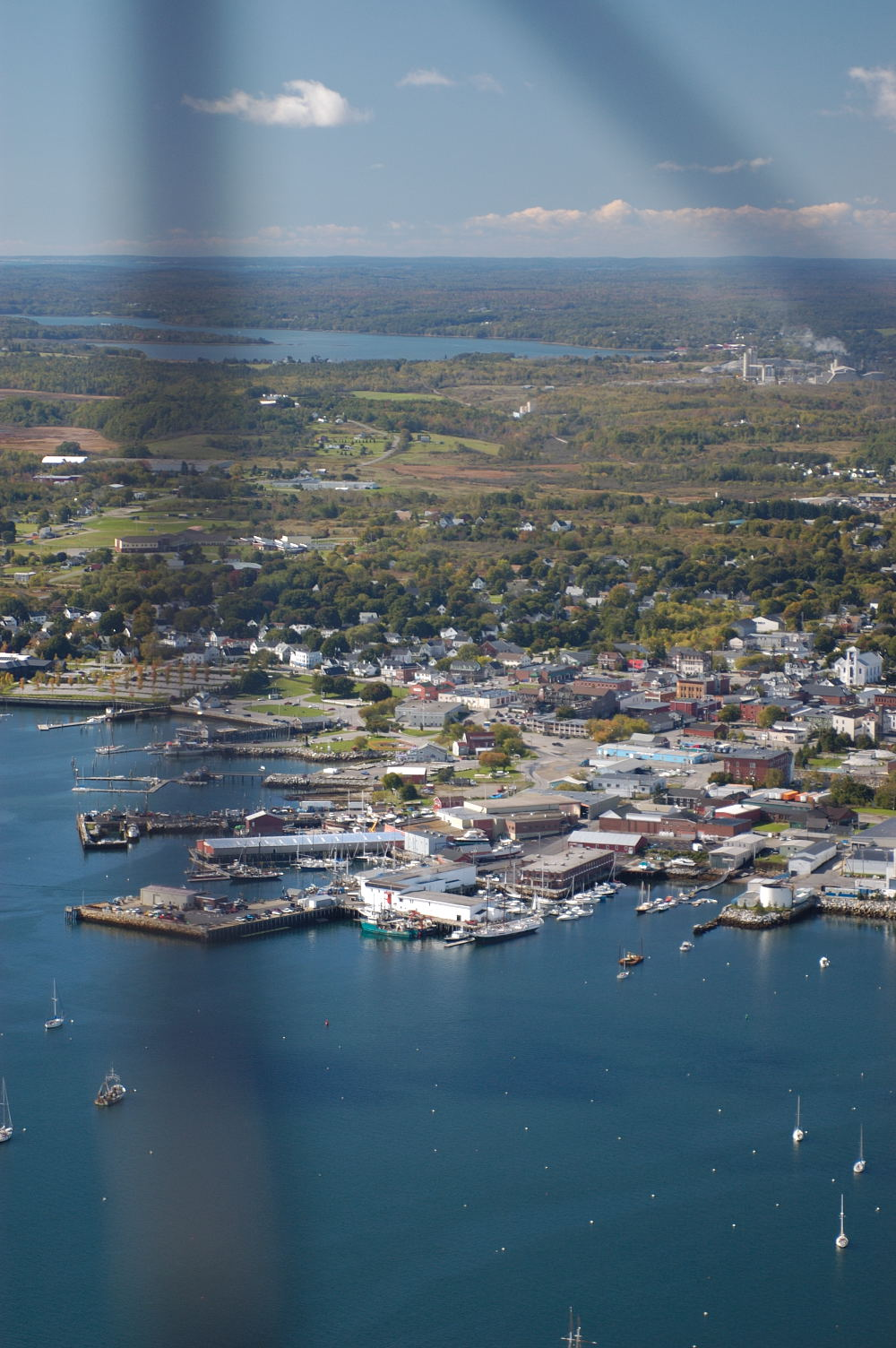
Аэрофотоснимок города, 2003

Город расположен на берегу бухты Пенобскот залива Мэн Атлантического океана.
Согласно данным Бюро переписи населения США площадь территории города составляет 39,03 км², из которых 33,26 км² — суша, 5,78 км² — вода.

## Население
По переписи населения 2010 года население города составляло 7297 человек — 3423 домовладения, 1744 семьи.
Расовый состав: 
95,8 % жителей белые, 
0,6 % — афроамериканцы, 
0,7 % азиаты, 
испанцы и латиноамериканцы — 1,3 %.

## История
В 1767 году братья Лермонд из города Варрен основали лагерь для складирования лесоматериалов, место получило название Лермондс Ков (Lermond's Cove) и было заселено первыми постоянными жителями в 1769 году. В 1777 году место было включено в город Томастон, и стало его районом. 28 июля 1848 года район был выделен под названием Ист Томастон, переименован в 1850 году в Рокленд, а в 1854 оформлен как город.
Развитие судостроения и добыча извести обеспечили городу быстрый рост.
Только в 1854 году в городе были построены 11 судов, три барка, шесть бригов и четыре шхуны. Триста судов обеспечивали перевозку в различный порты США продукции 12 известняковых карьеров и 125 печей для обжига расположенных в городе.
К 1886 году отрасль добычи и обжига известняка была важнейшей отраслью города, в ней было занято более 1000 жителей города. Судостроение в городе включало в себя три верфи. Кроме того в городе работали три мельницы, два литейных завода, шесть лесопилок и другие производства. Также важное место в экономике города занимало рыболовство.
Открытие в 1871 году Роклендской ветки Мэнской центральной железной дороги (Maine Central Railroad Company) обеспечило городу поток туристов. В городе активно строились отели и гостиницы.
На 1880 год население города составляло 7600 жителей.

## Культура и достопримечательности
В городе расположен Музей искусств Фарнсворта в котором представлены работы американских живописцев, среди которых имеются работы Эндрю Уайета, Джейми Уайета и Ньюэлла Уайета. Дом Ольсон, изображенный на картине Эндрю Уайета "Мир Кристины", является частью музея, хотя сам дом расположен в соседнем городе Кушинг. Также частью музея является Ферма Фарнсворта - дом основателя музея.
В городе расположен Мэнский Музей маяков -  самый большой музей маяков в мире (в штате Мэне порядка 70 маяков).
В Национальный реестр исторических мест США включены некоторые здания и сооружения города (Железнодорожная станция Рокленда, Маяк на волнорезе бухты Рокленда, Публичная библиотека Рокленда), а также некоторые морские суда, портом приписки которых является Рокленд.
Ежегодно с 1 по 5 августа в городе проходит Фестиваль лобстеров штата Мэн.